# توماس جاك
توماس جاك (بالإنجليزية: Thomas Jacques)‏ (13 نوفمبر 1890 في المملكة المتحدة - 1 يناير 1968 في المملكة المتحدة) هو لاعب كرة قدم بريطاني (وحمل سابقاً جنسية المملكة المتحدة لبريطانيا العظمى وأيرلندا) في مركز الدفاع. لعب مع بلاكبيرن روفرز وDarwen F.C. (1870) ‏ ونادي نيلسون وأكرينجتون ستانلي ‏ وGreat Harwood F.C. ‏.